# Jorge Vidal Valdez
Jorge Vidal Valdez Chamorro (San Vicente, 26 maggio 1994) è un calciatore argentino, centrocampista dell'Atlanta.

## Caratteristiche tecniche
È un esterno destro.

## Carriera

### Club
Ha esordito nella prima divisione argentina con il Lanús nella stagione 2012-2013.

### Nazionale
Nel 2011 ha segnato 3 reti in 9 presenze con la nazionale argentina Under-17.

## Palmarès

### Club

#### Competizioni internazionali
- Coppa Sudamericana: 1

Lanús: 2013

#### Competizioni nazionali
- Copa Argentina: 1

Patronato: 2022